# Grote Prijs Stad Zottegem 2003
Il Grote Prijs Stad Zottegem 2003, sessantottesima edizione della corsa, si svolse il 19 agosto 2003 su un percorso di 173 km, con partenza e arrivo a Zottegem. Fu vinto dal belga Geert Omloop della Palmans-Collstrop davanti all'olandese Karsten Kroon e al belga Wim Vansevenant.

## Ordine d'arrivo (Top 10)
| Pos. | Corridore       | Squadra                       | Tempo    |
| ---- | --------------- | ----------------------------- | -------- |
| 1    | Geert Omloop    | Palmans-Collstrop             | 3h50'00" |
| 2    | Karsten Kroon   | Rabobank                      | s.t.     |
| 3    | Wim Vansevenant | Lotto-Domo                    | a 4"     |
| 4    | Gorik Gardeyn   | Lotto-Domo                    | a 31"    |
| 5    | Björnar Vestöl  | Team Fakta                    | s.t.     |
| 6    | Kristof Trouvé  | Palmans-Collstrop             | s.t.     |
| 7    | Björn Glasner   | Team Lamonta                  | a 1'00"  |
| 8    | Igor Abakoumov  | Van Hemert Groep Cycling Team | s.t.     |
| 9    | Kevin De Weert  | Rabobank                      | s.t.     |
| 10   | Timo Scholz     | Team Wiesenhof                | s.t.     |